# Walter Sonntag (Radsportler)

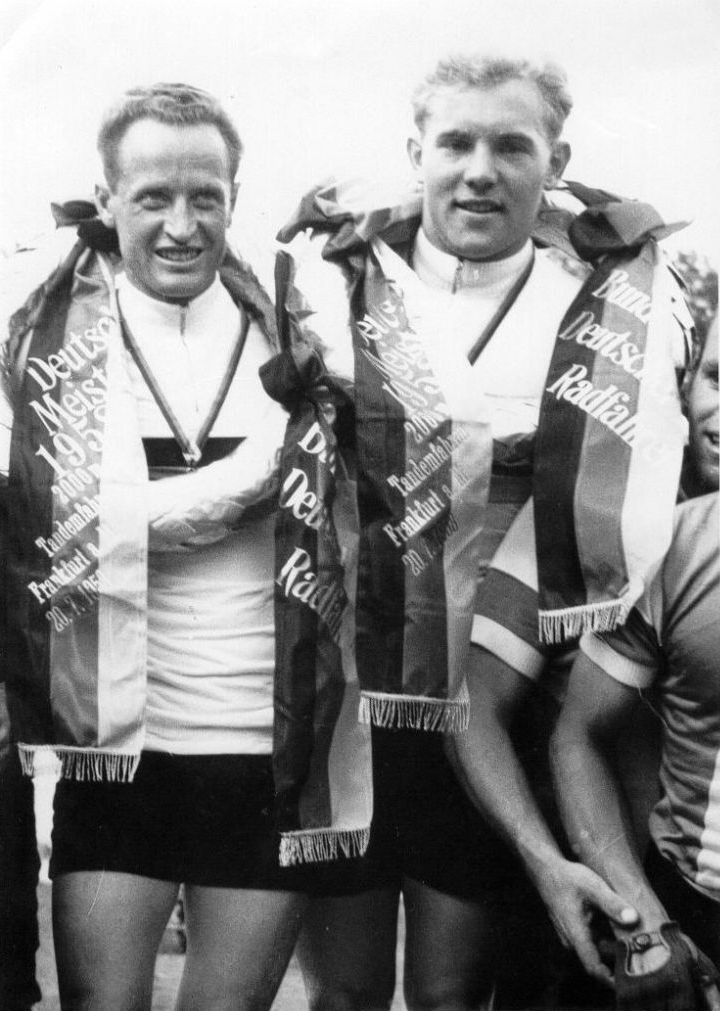
Deutsche Meister im Tandemrennen 1958: Walter Sonntag (links) und Toni Auer

Walter „Wachte“ Sonntag (* 1927 in München) ist ein ehemaliger deutscher Radrennfahrer und nationaler Meister im Radsport.

## Sportliche Laufbahn
„Wachte“ Sonntag trat dem Verein Rad-Renn-Club 1902 München, dem seinerzeit auch Fahrer wie Ludwig Hörmann angehörten, bei. 1951 wurde er in Köln Deutscher Meister im Zweier-Mannschaftsfahren der Amateure  mit seinem Vereinskameraden Franz Knößlsdörfer. Nach diesem Sieg wurde er in die deutsche Nationalmannschaft berufen. Mehrfach startete er gemeinsam mit Rudi Altig als Partner auf der Bahn. 1958 gewann er einen weiteren Meistertitel, diesmal im Tandemrennen mit Anton Auer. In beiden Disziplinen gewann er nochmals Meisterschaftsmedaillen, ebenso wie in der Mannschaftsverfolgung.